# Cornelis de Waal
Cornelis de Waal (* 19. März 1881 in Watergraafsmeer bei Amsterdam; † 15. Juli 1946 in Angermund) war ein niederländisch-deutscher Marine-, Landschafts-, Industrie-, Genre- und Porträtmaler.

Eingang von Angermund beim Schützenfest

Flößer im Hafen

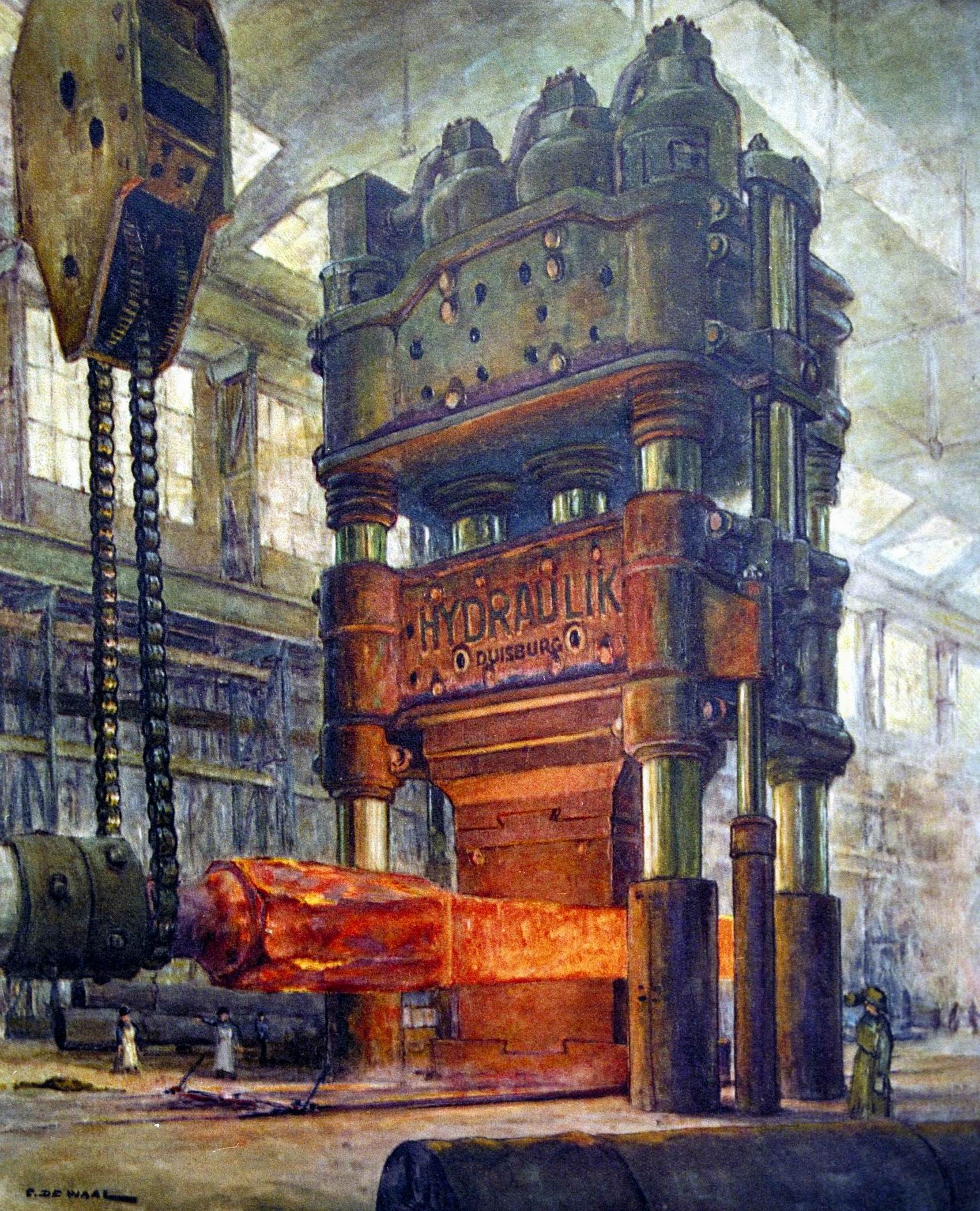
Reinhydraulische Schnellschmiedepresse. Original verschollen, Repro nach einem Werbedruck der Herstellerfirma Hydraulik GmbH Duisburg

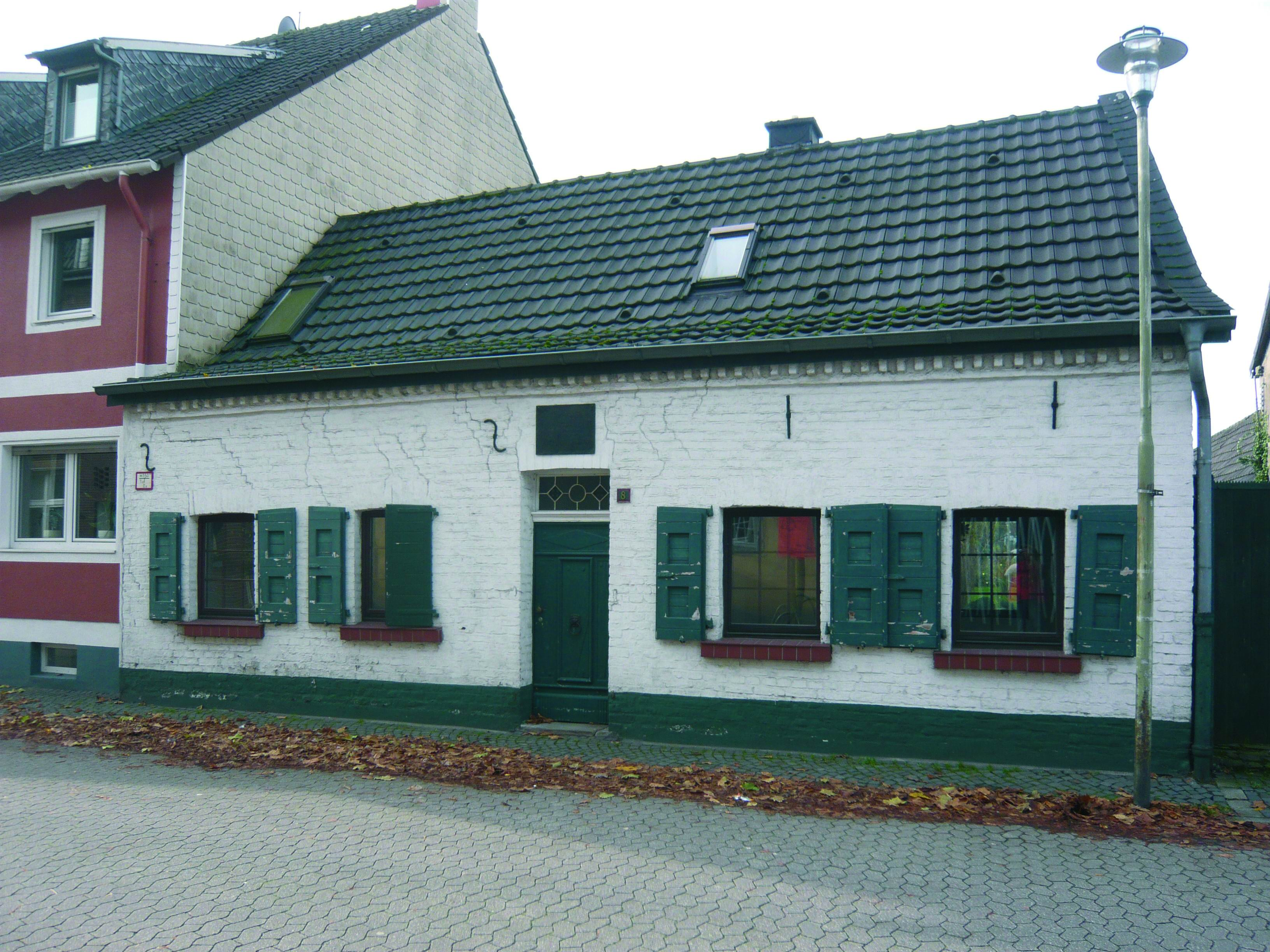
Das de Waal Haus vor dem Abriss, 2011

## Leben
Cornelis de Waal wuchs in Amsterdam auf. Nach dem Besuch der Volksschule absolvierte er von 1895 bis 1899 eine Malerlehre für Innen- und Außenbemalungen in einer Amsterdamer Werkstatt einschließlich einer Ausbildung als Gebrauchsgrafiker. In dieser Zeit entstanden erste Zeichnungen und Aquarelle. Um 1900 ging de Waal mit einem Malerfreund für etwa ein bis anderthalb Jahre nach Paris. Danach zog er für kurze Zeit nach Frankfurt am Main. 1901 kam de Waal nach Düsseldorf. Dort heiratete er 1904 in erster Ehe Adele Reuter. Die Ehe blieb kinderlos und wurde 1922 geschieden.
1905 lernte de Waal Erich von Perfall kennen. 1919 traten beide Maler in den Künstlerverein Malkasten ein. Ihre enge Freundschaft dauerte über 25 Jahre und endete erst durch de Waals Tod 1946.
1922 heiratete de Waal in Düsseldorf die Angermunderin Hubertine Kamp (1894–1973). Aus de Waals zweiter Ehe ging als einziges Kind der Sohn Joost (1922–1998) hervor.
1923 zog Cornelis de Waal nach Angermund und wohnte mit seiner Familie im Haus Angermund Nr. 6. Das Haus (spätere Adresse Graf-Engelbert-Straße 8) hatte Hubertine mit in die Ehe gebracht. Nach über 400 Jahren im Familienbesitz wurde es 2011 verkauft, abgerissen und durch einen Neubau ersetzt.
1935 gehörte de Waal als künstlerischer Beirat dem Gewerbe- und Verkehrsverein Angermund an. De Waal entwarf auf Anregung des Vereins die Hinweisschilder Der Schutzmann, Zum Bahnhof, Zur Kellnerei und Zum Schießstand entworfen und ausgeführt. Ebenfalls 1935 unterbreitete er der Angermunder Gemeindevertretung Entwürfe und Skizzen für die Ausmalung der Volksschule, die zwar vom Gemeindeältesten gebilligt wurden, aber nie ausgeführt wurden. De Waal soll 1936 auch die Idee zu den Angermunder Straßenschildern aus Holz mit einer Rose als Verzierung gehabt haben.
1936 erhielt de Waal die deutsche Staatsbürgerschaft (Einbürgerungsurkunde des Regierungspräsidenten Düsseldorf vom 30. November 1936).
Nach einer Zeugenaussage im Entnazifizierungsverfahren des schon zitierten Lehrers Poeling war de Waal Propagandaleiter der NSDAP in Angermund. Ob diese Aussage zutreffend ist oder der Zeuge versuchte, die Verantwortung auf einen Verstorbenen abzuschieben, um einen Lebenden zu entlasten, ist völlig unklar. De Waal starb im Juli 1946; er hatte sich keinem Entnazifizierungsverfahren unterziehen müssen.

## Werk
In Holland malte de Waal vor allem Grachten-, Hafen- und Schiffsmotive. Nachdem er nach Düsseldorf gezogen war, lebte er vom Verkauf seiner Bilder und Gebrauchsgrafiken. Seit einem Besuch der Zeche Heinrich in Essen im Jahr 1914 betätigte er sich auch als Industriemaler. Für den Eingangsbereich des Essener Hauptbahnhofs schuf er 1935 ein monumentales Wandgemälde mit einer Szene aus dem Untertagebau. Außerdem malte er für Industrieunternehmen wie Demag, Siempelkamp, Schiess-Defries und Hugo Stinnes Darstellungen von Walzwerken, Werkzeugmaschinen, Motorschiffen und Einrichtungen von Industriehäfen. Zahlreiche dieser Bilder, die im Zweiten Weltkrieg in einem Stollen bei Wülfrath ausgelagert waren, wurden dort kurz nach dem Krieg vernichtet.
Heute ist de Waal vor allem wegen seiner Landschafts- und Genrebilder bekannt. Er dokumentierte in seinen Bildern rund 25 Jahre lang den malerischen Ortskern von Angermund. Insbesondere die Graf-Engelbert-Straße rund um sein Wohnhaus stellte er immer wieder und in unterschiedlichen Ansichten dar. Zu seinen Lieblingsmotiven gehörten neben Brauchtumsszenen auch Milieu-Ansichten von Hinterhöfen, stille Ecken und Gärten: Motive, die eher nicht für den Verkauf gedacht waren, aber besondere Reize enthalten. Der „Eingang von Angermund“ war de Waals bekanntestes Motiv; er malte es in jeder Jahreszeit und in verschiedensten Stimmungen. Keine Ansicht romantisiert treffender den dörflichen Charakter von Angermund vor dem Zweiten Weltkrieg. Daneben malte de Waal Interieurs, Stillleben und Porträts von Verwandten, die wegen ihres privaten Charakters im Familienbesitz blieben.
De Waal malte hauptsächlich in Öl. Zu den meisten seiner Gemälde fertigte er Vorstudien in Form von Skizzen und Zeichnungen an. Daneben schuf de Waal Aquarelle und gelegentlich auch Pastellbilder. Für die verschiedenen Maltechniken und Malgründe entwickelte er individuelle Methoden des Farbauftrags, die seinen Malstil prägen.

## Straßenbenennung
Die Stadt Düsseldorf hat den Vorschlag zur Benennung einer Straße nach Cornelis de Waal in die aktuelle Vorschlagsliste aufgenommen.

## Ausstellungen
De Waal nahm an zahlreichen Ausstellungen teil, unter anderem:
- 1920, 1922, 1924 und 1926: Große Kunstausstellung Düsseldorf
- 1930: Juryfreie Kunstausstellung des Vereins zur Veranstaltung von Kunstausstellungen e. V. Düsseldorf (vertreten mit einem Stillleben und der Ansicht eines Waldbachs)[9]
- 1936: Verein zur Veranstaltung von Kunstausstellungen, Düsseldorf
- 1937: Düsseldorfer Malerschule, Städtisches Kunsthaus Bielefeld (vertreten mit einem leuchtend-farbigen Aquarell Sonnenblumen)[10]
- 1939: Kunst und Technik, Verein Deutscher Ingenieure, Dresden
- 1942: Große Deutsche Kunstausstellung, München (vertreten mit einem Ölgemälde einer 3000-Tonnen-Ziehpresse)

Nach seinem Tode wurden Arbeiten von de Waal in Gemeinschafts- und Einzelausstellungen gezeigt.
Gemeinschaftsausstellungen
- 1949: Kunst und Kunsthandwerk, Ratingen
- 1982, 2000, 2008, 2012, 2013: Ausstellungen des Angermunder Kulturkreises e. V., Bürgerhaus Angermund
- 2001: Überblick. 10 Jahre Künstler im Museum Kaiserswerth
- 2022: Pop-Up-Ausstellung zur Präsentation des Buches Angermunder Maler und Motive, Lindenlaubs’ Buchhandlung, Angermund

Einzelausstellungen
- 1996: Retrospektive anlässlich des 50. Todestags von de Waal, Museum Kaiserswerth
- 2001: Zum 120. Geburtstag, Bürgerhaus Angermund

Zu diesen beiden Ausstellungen erschien jeweils ein Katalog.

## Mitgliedschaften
Cornelis de Waal war von 1919 bis zu seinem Tod Mitglied im Künstlerverein Malkasten. Er gehörte auch dem Verein der Düsseldorfer Künstler an.
Außerdem engagierte sich die Waal als künstlerischer Beirat im Angermunder Gewerbe- und Verkehrsverein.